# Zaro
Zaro  (en francès i oficialment Çaro), és un municipi de la Nafarroa Beherea (Baixa Navarra), un dels set territoris que formen Euskal Herria, al departament dels Pirineus Atlàntics i a la regió de la Nova Aquitània. Limita amb les comunes de Donazaharre al nord, Donibane Garazi al nord-oest, Aintzila al sud-est i Eiheralarre al sud.

## Demografia
| 1901 | 1962 | 1968 | 1975 | 1982 | 1990 | 1999 |
| --- | ---- | ---- | ---- | ---- | ---- | ---- |
| 170 | 170  | 140  | 122  | 134  | 145  | 147  |
| A partir de 1962, el cens té en compte la població resident definida com a "Population sans doubles comptes" per l'INSEE |      |      |      |      |      |      |

## Presència en la literatura
Zaro té una presència important a l'acció de la novel·la Zalacaín el Aventurero (1909), de Pío Baroja. Zaro és l'aldea natal de Bautista Urbide, company d'aventures i cunyat de Zalacaín, així com el lloc al qual l'heroi s'instal·la a viure amb la seua muller i ón, al final de l'obra, ell mateix és soterrat. El penúltim capítol del llibre és, en gran part, una descripció del poble.